# Thomas Rhodin

Thomas Kjell Åke "Totto" Rhodin, född 8 april 1971 i Karlstad i Värmlands län, är en svensk före detta ishockeyspelare. Han har representerat Färjestad BK i SHL med vilka han varit med och vunnit sammanlagt fyra SM-guld. Sedan 2018 är han sportchef i Färjestad BK.
Rhodin avslutade sin karriär i Leksands IF i kvalserien till Elitserien 2010. Den 11 april 2010 bestämde han sig för att avsluta sin karriär inom ishockeyn.
Rhodin har Färjestad BK som moderklubb. Han var även proffs i Europa vid ett par tillfällen. Han har jobbat som kontaktperson för FBK Akademin.

## Klubbar
- Färjestad BK
- Eisbären Berlin
- Fribourg Gotteron
- Leksands IF

## Meriter
- Svensk mästare 1997, 2002, 2006 och 2009.
- 85 A-landskamper
- All Star Team VM 2002
- VM-silver 2003
- VM-brons 2002
- VM-fyra 2004